# Pseudohydromys ellermani
Pseudohydromys ellermani is een knaagdier uit het geslacht Pseudohydromys dat voorkomt op Nieuw-Guinea. Het dier komt voor in de Centrale Cordillera, van de Snow Mountains in Papoea in het westen tot de omgeving van Wau in oostelijk Papoea-Nieuw-Guinea in het oosten. De Indonesische naam is Tikus Air Satu Gigi. Van dit dier zijn ruim een dozijn mannetjes en drie vrouwtjes bekend. De maag van een exemplaar bevatte 35% plantaardig materiaal, 15% fungi en ongeveer de helft insecten (waaronder 28% vlinders). Het dier komt voor tot op 2800 m hoogte.
Met zijn nauwe verwant Pseudohydromys germani is dit het enige knaagdier ter wereld met slechts vier kiezen (één in elk deel van de kaak). De vacht is effen grijs. Meestal eindigt de staart in een bleke punt. De kop-romplengte bedraagt 85 tot 103 mm, de staartlengte 95 tot 107 mm, de achtervoetlengte 18,9 tot 21 mm, de oorlengte 9,8 tot 12 mm en het gewicht 19,0 tot 29,5 gram. Vrouwtjes hebben 0+2=4 mammae.